# Juan Pablo Buscarini
Juan Pablo Buscarini (1962, Rosario) és un director i productor de cinema argentí. És conegut principalment per les seves pel·lícules animades i per la coproducció internacional L'inventor de jocs/The Games Maker.

## Biografia
Juan Pablo Buscarini va obtenir un diploma en Arts, Síntesis d'imatges i Animació en la universitat de Middlesex a Londres. Va treballar un any a França i a Espanya. Després de tornar a l'Argentina es va associar amb l'empresa de producció Sorín Cinema.
Va guanyar un Còndor de Plata amb la seva primera pel·lícula Còndor Crux (1999). La seva pel·lícula d'animació En Pérez, el ratolí dels teus somnis (2006) va guanyar un Premi Goya a la millor pel·lícula d'animació.

## Filmografia

### Direcció
- Eclipse:Una Luna sobre Rueda (2020)
- La gran aventura dels Lunnis i el llibre màgic (2019)
- Pequeños Héroes (2017)
- Tini: El gran cambio de Violetta (2016)
- Inventor de Jocs (2014)
- El Arca (2007), presupuesto:2.080.000 euros[4] recaudación:10.583.534 dólares[5]
- En Pérez, el ratolí dels teus somnis (2006) pressupost:1.865.718,52 euros[6]
- Cóndor Crux (1999)

### Producció
- Nieve Negra (2017)
- Kóblic (2016)
- Peter Capusotto y sus 3 dimensiones (2012)
- Un cuento chino (2011)
- Cóndor Crux (1999)

### Producció executiva
- Peligrosa obsesión (2004)
- Patoruzito (2004)
- Un hijo genial (2003)
- Vivir intentando (2003)
- Dibu 3 (2002)

### Efectes visuals
- La puta y la ballena (2003)